# Arc électrique
 (mars 2017).
Si vous disposez d'ouvrages ou d'articles de référence ou si vous connaissez des sites web de qualité traitant du thème abordé ici, merci de compléter l'article en donnant les références utiles à sa vérifiabilité et en les liant à la section « Notes et références ».
Un arc électrique est un courant électrique visible dans un milieu isolant (gaz, air, etc.). La découverte des principes régissant ce phénomène est attribuée au chimiste et physicien anglais Humphry Davy en 1813. Son explication fait appel à une physique très complexe.
En langage courant, un arc électrique de faible ampleur est une « étincelle » parfois lié à un court-circuit temporaire (Voir image à droite).

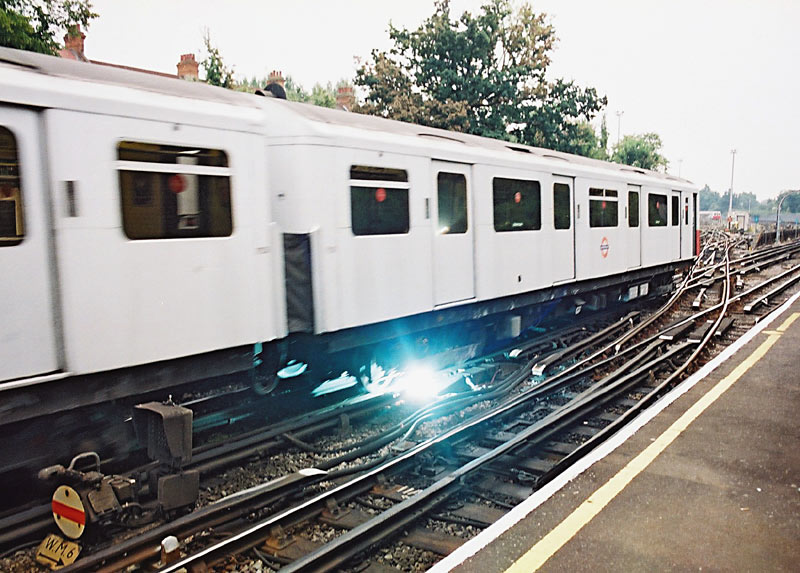
Arcs électriques sur les rails du métro de Londres.

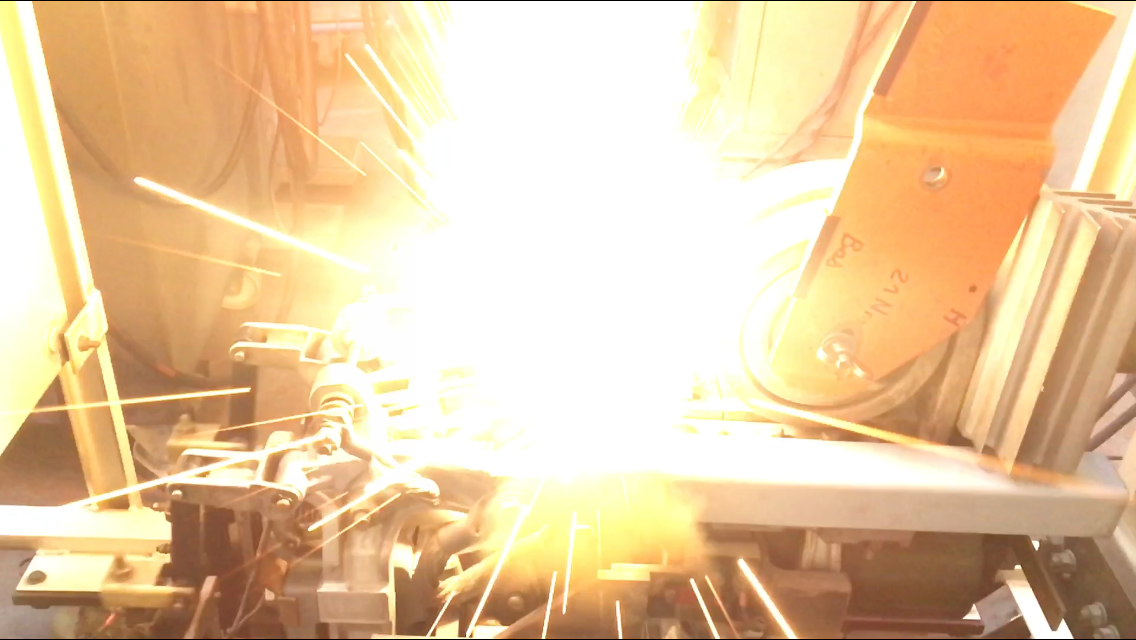
Début d'ouverture d'un disjoncteur ultra rapide à courant continu sous un fort courant : (16000 A sans boite à arc).

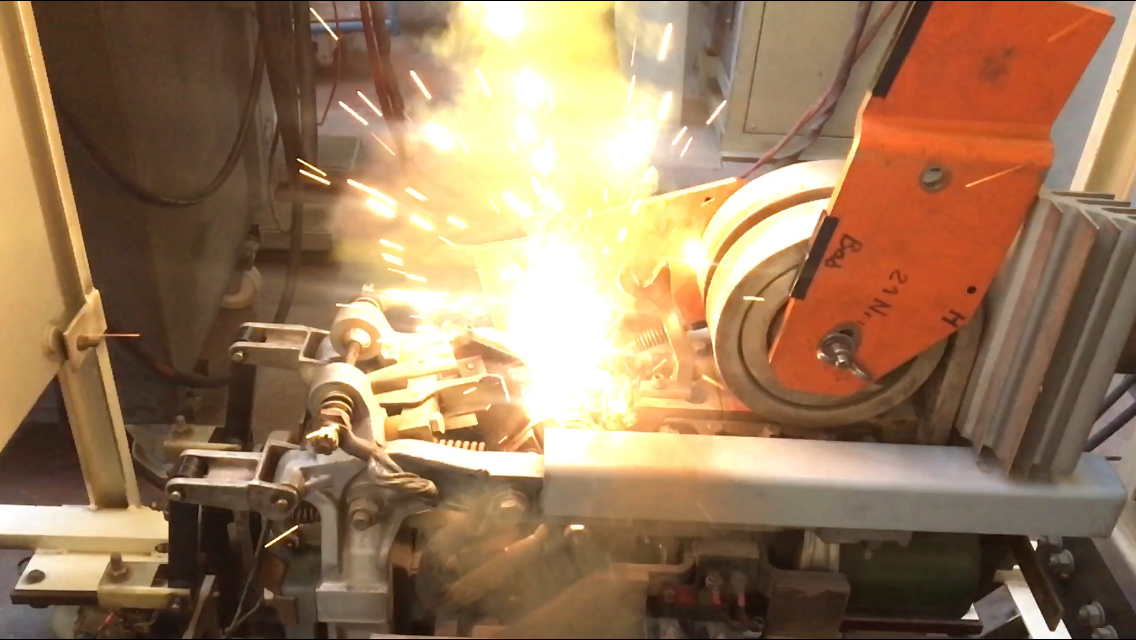
Ouverture d'un disjoncteur ultra rapide à courant continu sous un fort courant avec projection d'argent en fusion (sans boite à arc).

## Description
L'arc se crée par une ionisation du milieu isolant (généralement l'air), cette ionisation a lieu d'autant plus facilement que les surfaces conductrices sont proches.
Une fois ionisé, le gaz crée un canal conducteur qui entraîne le reste de la charge présente sur la surface de départ. L'arc continue alors, même si les surfaces s'écartent l'une de l'autre et pour autant que la différence de potentiel reste suffisante, mais plusieurs ordres de grandeurs sous le champ électrique critique sont nécessaires pour ioniser l'air.
L'arc électrique ainsi créé est conducteur, mais il reste électriquement neutre.
Le champ disruptif de l'air est évalué à 36 kV/cm pour de l'air sec à la pression atmosphérique ; il peut descendre à 10 kV/cm dans un air saturé en humidité.
La position d'un arc électrique est instable : une fois qu'il a trouvé le chemin le moins résistif, il le suit même si celui-ci se déforme entre autres à cause de l'échauffement de l'air. En effet, l'énergie nécessaire à l'arc y est plus faible qu'en suivant n'importe quel autre chemin. Dans l'arc, contrairement au milieu environnant, l'air est ionisé. Quand ce canal d'air ionisé se déforme, le courant d'arc suit son cheminement. L’échauffement du canal ionisé entraîne une courbure de celui-ci vers le haut, il n'est donc plus le chemin le plus court entre le point d'entrée et celui de sortie, mais étant le moins résistif il reste parcouru par le courant de l'arc.
Un courant traversant un arc électrique est généralement intense et variable. C'est pourquoi un arc électrique cause de fortes perturbations électromagnétiques, un capteur électrique (pour mesure de conditions ambiantes) peut difficilement trouver sa place en sa proximité sans être détruit.
Les surfaces des parties conductrices reliées par un arc s'usent fortement, du fait de la température de l'arc notamment. Comme cela peut aisément être constaté par l'usure des bornes de contact des relais électriques, voire des bougies d'allumage des moteurs à essence. Cette usure rapide est utilisée industriellement pour la découpe de pièces métalliques, c'est électroérosion.
L'établissement d'un arc électrique peut être favorisé par émission thermoïonique, en particulier dans le vide, par échauffement des électrodes conductrices. Comme les électrons de ces surfaces gagnent en énergie, ils traversent le réseau cristallin de la surface par effet tunnel. Une fois cette barrière franchie, les premiers passés ionisent le milieu, ouvrant la voie aux autres.
L'écoulement du courant dans la matière ionisée émet un rayonnement de lumière dont le spectre est caractéristique de la nature du gaz, et à un degré moindre, de celle des électrodes dans le cas où elles sont fusibles. Dans le cas général, les arcs émettent une grande proportion d'ultraviolet particulièrement agressif pour les yeux.
Cette ionisation et l'écoulement d'un courant électrique qui s'ensuit engendrent des bruits dus à l'expansion du gaz à la suite de son échauffement brutal.

## Exemples
- La foudre est un arc électrique de grande dimension qui permet l'écoulement des charges électriques entre les nuages ou entre les nuages et la terre.
- Les lampes à décharge utilisent les propriétés des arcs électriques pour la production de lumière (éclairage public, projecteurs, etc.).
- Les bobines Tesla peuvent générer des arcs électriques.
- La soudure électrique à l'arc produit une grande chaleur localisée engendrant la fusion des matériaux, ce qui réalise des liaisons résistantes après refroidissement.
- Les fours à arc sont utilisés en métallurgie pour la fusion des métaux.
- L'amorçage d'un arc électrique entre deux contacts qui se séparent est l'une des techniques utilisées dans les disjoncteurs à haute tension pour obtenir la coupure d'un courant. L'interruption du courant est obtenue en refroidissant l'arc en le soufflant ou en le faisant tourner rapidement (ce qui a pour effet de l'allonger et d'augmenter la résistance du gaz traversé).